# Thenissey
Thenissey é uma comuna francesa na região administrativa da Borgonha-Franco-Condado, no departamento de Côte-d'Or. Estende-se por uma área de 10,08 km². Em 2010 a comuna tinha 106 habitantes (densidade: 10,5 hab./km²).